# Defileul Crișului Alb (sit SPA)
Defileul Crișului Alb este o arie protejată (arie de protecție specială avifaunistică — SPA) din România întinsă pe o suprafață de 25.307,9 ha, integral pe uscat.

## Localizare
Situl se întinde pe teritoriile administrative ale comunelor Dezna, Dieci, Gurahonț, Hălmagiu, Pleșcuța și Vârfurile din județul Arad. Centrul sitului Defileul Crișului Alb este situat la coordonatele 46°18′04″N 22°25′05″E / 46.301147°N 22.418089°E.

## Înființare
Situl Defileul Crișului Alb a fost declarat arie de protecție specială avifaunistică (ROSPA0153) în septembrie 2016 pentru a proteja mai multe specii de păsări.

## Biodiversitate
Situată în ecoregiunea continentală a văii Crișului Alb, aria protejată nu include niciun habitat protejat. Acesta se suprapune integral cu situl de importanță comunitară Defileul Crișului Alb (sit SCI).
La baza desemnării sitului se află 20 specii de păsări protejatela nivel european sau aflate pe lista roșie a IUCN; astfel:  acvilă țipătoare mică (Aquila pomarina), cocoș de mesteacăn (Bonasa bonasia), buhă (Bubo bubo), caprimulg (Caprimulgus europaeus), barză albă (Ciconia ciconia), barză neagră (Ciconia nigra), șerpar (Circaetus gallicus), cristei de câmp (Crex crex), ciocănitoare neagră (Dryocopus martius), ciocănitoare de stejar (Dendrocopos medius), ciocănitoare de grădină (Dendrocopos syriacus), muscar gulerat (Ficedula albicollis), muscar (Ficedula parva), sfrâncioc roșiatic (Lanius collurio), sfrânciocul cu frunte neagră (Lanius minor), ciocârlie de pădure (Lullula arborea), viespar (Pernis apivorus), ciocănitoare verzuie (Picus canus), huhurezul mic (Strix uralensis) și silvie porumbacă (Sylvia nisoria).